# John Stokesley
John Stokesley (né vers 1475 – 8 septembre 1539) est un prélat et diplomate anglais. Il accéda à la charge d'évêque de Londres sous le règne d’Henri VIII. Favorable au divorce du roi avec Catherine d'Aragon, il s'oppose néanmoins à la réforme de l'Église d'Angleterre. Accusé de félonie, il doit finalement demander son pardon au roi.

## Biographie
Stokesley est né à Collyweston dans le Northamptonshire. Il est élu fellow de Magdalen College (Oxford) en 1495, avec charge de conférencier. En 1498, il est nommé principal de Magdalen Hall, et en 1505 vice-président de Magdalen College. Peu après 1509, il est appelé au Conseil du Roi, et élevé au rang de chapelain et d’aumônier d’Henri VIII ; c'est à ce titre qu'il assiste à l'entrevue du camp du Drap d'Or en 1520. Il prend la succession de son frère Richard comme recteur de North Luffenham en 1527.
En 1529 et 1530, il est ambassadeur en France et en Italie auprès de François Ier, chargé de recueillir l'approbation du plus grand nombre possible de facultés européennes en faveur du divorce du roi avec Catherine d'Aragon.
Il est nommé évêque de Londres et Grand aumônier en 1530, et au mois de septembre 1533 baptise la future reine Élisabeth. Ses dernières années sont assombries par ses querelles avec l’archevêque Cranmer : car Stokesley s'oppose à toute réforme de la doctrine de l’Église, est toujours hostile à la Bible en anglais et au mariage des prêtres. Il est d'ailleurs un opposant farouche au luthéranisme et s'engage personnellement dans la persécution des hérétiques.
Au mois de mai 1538, le procureur du roi accuse Stokesley et ses présumés complices, l'abbesse Agnès Jordan et le prieur de l'abbaye de Syon, de félonie (Praemunire). Stokesley décide de plaider coupable, implore l'intercession de Thomas Cromwell et demande son pardon au roi : il est gracié, car ce n'est pas tant l'évêque que l'abbaye de Syon, que Cromwell désirait abattre.
Stokesley est un érudit, favorable au divorce du roi, qui compose avec l'évêque de Durham Cuthbert Tunstall, un pamphlet contre le cardinal Pole, courtisan d'Henri VIII.